# Ewakuacja
Ewakuacja är det sjätte studioalbumet och det tredje polska studioalbumet från den polska sångerskan Ewa Farna. Det släpptes den 5 november 2010.

## Låtlista
1. Ewakuacja - 3:15
2. Maska - 3:21
3. Bez łez - 4:07
4. Król to Ty - 4:17
5. Kto wiecej da? - 3:03
6. Nie jestes wyspa - 3:29
7. Polowanie na motyle - 3:01
8. Uwierzyc - 4:20
9. Zwiode Cie - 3:34
10. Wyrwij sie - 3:14
11. Nie przegap - 3:24
12. Deszcz - 3:54
13. Beautiful Day - 3:22
14. Nie zmieniajmy nic (med Jakub Moleda) - 3:21

## Listplaceringar
| Lista (2010-2011) | Topplacering |
| ----------------- | ------------ |
| Polen             | 7            |